# Гиробифастигиум
Гиробифастигиум или двускатный повёрнутый бикупол является 26-м многогранником Джонсона (J26). Его можно построить объединением двух треугольных призм с правильными гранями по соответствующим квадратным граням с поворотом одной призмы на 90º . Это единственное тело Джонсона, которым можно заполнить трёхмерное пространство.

## История и название
Многогранник Джонсона является одним из 92 строго выпуклых многогранников, имеющих правильные грани, но не являющихся однородными многогранниками (то есть не являющихся платоновыми телами, архимедовыми телами, призмами, или антипризмами). Тела названы именем Нормана Джонсона, впервые перечислившего их в 1966 .
Название гиробифастигиум происходит от латинского слова fastigium, означающего двускатную крышу . В стандартных соглашениях наименования тел Джонсона би- означает соединение двух тел по их базису, а гиро- означает две половинки, повёрнутые относительно друг друга.
Положение гиробифастигиума в списке тел Джонсона непосредственно перед бикуполом объясняется тем, что его можно рассматривать как двуугольный гиробикупол. Подобно тому, как другие правильные куполы имеют чередующиеся квадраты и треугольники, окружающие многоугольник в вершине (треугольник, квадрат или пятиугольник), каждая половина гиробифастигиума состоит из чередующихся квадратов и треугольников, соединённых сверху ребром.

## Соты
Повёрнутые треугольные призматические соты можно построить, упаковывая большое количество одинаковых гиробифастигиумов.
Гиробифастигиум является одним из пяти выпуклых многогранников с правильными гранями, способными заполнить пространство (другие четыре —
куб, усечённый октаэдр, треугольная и шестиугольная призмы), и единственное тело Джонсона с этим свойством .

Бипризма Шмитта-Конвея-Данцера

## Формулы
Следующие формулы для объёма и площади поверхности можно использовать, если все грани являются правильными многоугольниками с рёбрами длины a:
{\displaystyle V=({\frac {\sqrt {3}}{2}})a^{3}\approx 0.866025...a^{3}}
{\displaystyle A=(4+{\sqrt {3}})a^{2}\approx 5.73205...a^{2}}

## Топологически эквивалентные многогранники

### Бипризма Шмитта-Конвея-Данцера
Бипризма Шмитта-Конвея-Данцера (называемая также протоплиткой SCD) является многогранником, топологически эквивалентным гиробифастигиуму, но с параллелограммами и неправильными треугольниками в качестве граней вместо квадратов и правильных треугольников. Подобно гиробифастигиуму, этот многогранник может заполнить пространство, но только апериодически или с винтовой симметрией, а не с полной группой трёхмерной симметрии. Таким образом, этот многогранник даёт частичное решение трёхмерной задачи одной плитки.

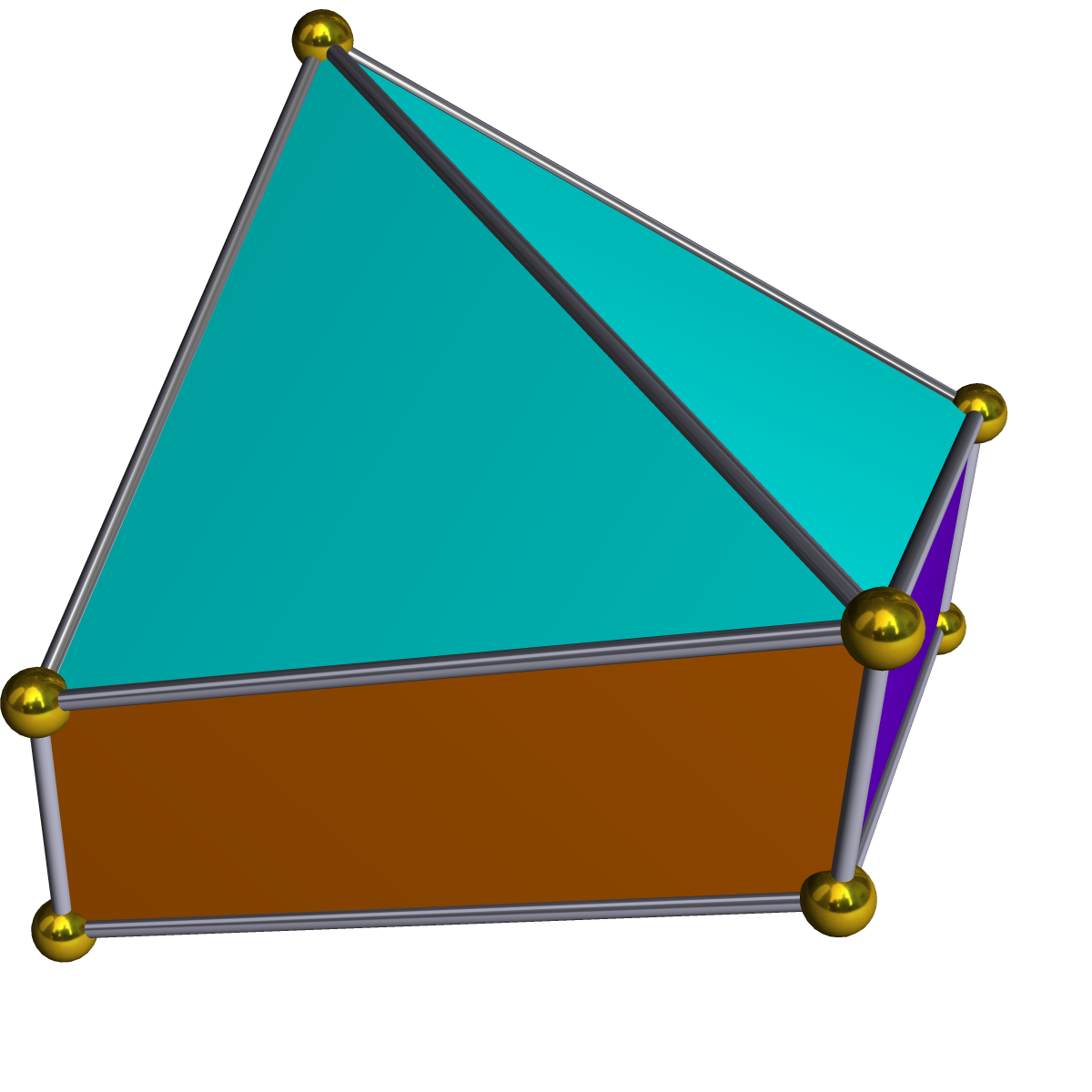
Двойственный гиробифастигиуму

Бифастигиум

## Связанные многогранники
Двойственный многогранник гиробифастигиума имеет 8 граней — 4 равнобедренных треугольника, соответствующих вершинам степени 3, и 4 параллелограмма, соответствующих вершинам степени 4.
Бифастигиум (дигональный  ортобикупол), подобно гиробифастигиуму, образован склеиванием двух равносторонних треугольных призм по боковой квадратной стороне, но без поворота.
Он не является телом Джонсона, поскольку его треугольные грани копланарны (лежат в одной плоскости). Однако существует самодвойственный выпуклый многогранник с неправильными гранями, обладающий той же комбинаторной структурой. Этот многогранник имеет сходство с гиробифастигиумом в том, что они имеют по восемь вершин и восемь граней, с гранями, образующими пояс из четырёх квадратных граней, разделяющих две пары треугольников. Однако в двойственном гиробифастигиуме две пары треугольников повёрнуты относительно друг друга, а в бифастигиуме не повёрнуты.